# Lighthouse: The Dark Being
Lighthouse: The Dark Being is een computerspel van Sierra On-Line uitgebracht voor Microsoft Windows in 1996. Het is een spel in het genre First-person Adventure.
Het spelverloop draait vooral om het oplossen van puzzels. Dit doet de speler onder andere door middel van het klikken op objecten en zaken te combineren.

## Verhaal
Het verhaal draait om een schrijver die recent is verhuisd naar de kust van Oregon, waar hij bevriend raakt met een uitvinder en zijn dochter. Deze laatste heeft een manier gevonden om een portaal te openen naar andere dimensies. Een wezen uit een van deze dimensies krijgt de technologie echter in handen. De uitvinder wil het wezen tegenhouden en zijn uitvinding terugkrijgen. Alvorens te vertrekken vaagt hij zijn nieuwe vriend, de schrijver, om zolang op zijn dochter te passen. Wanneer deze echter aankomt bij het huis van zijn vriend wordt diens dochter net ontvoerd door het wezen. Omdat hij zijn vriend beloofde op haar te passen gaat hij erachteraan en komt hij terecht in een futuristische andere dimensie waar hij zal moeten proberen haar te redden.